# Diptychophora galvani
Vous lisez un « article de qualité » labellisé en 2022.
Espèce
Diptychophora galvani est une espèce de papillons de nuit de la famille des Crambidae. Il mesure un peu plus d'un centimètre d'envergure, et se distingue aisément de toutes les espèces proches par les motifs de coloration de ses ailes antérieures. Celles-ci sont orange en leur base et en leur bout, avec une grande plage intermédiaire grise, ce qui n'est retrouvé chez aucune autre espèce de Diptychophora. La femelle a les ailes postérieures grisâtres, alors qu'elles sont entièrement blanches chez le mâle. Les organes génitaux, mâles comme femelles, sont aussi bien différents de ceux des autres membres de ce genre. La biologie de l'espèce reste totalement inconnue, notamment la plante hôte du stade larvaire, bien que certaines espèces de la tribu des Diptychophorini soient connues pour se nourrir de mousses.
L'espèce n'est connue que du Brésil, où elle a été collectée dans les états du Mato Grosso et du Minas Gerais, à 700-800 mètres d'altitude. Elle y peuple l'écorégion du Cerrado, constituée de forêts galeries et de savanes, avec une saison sèche. Elle est récoltée pour la première fois en 1982 par Vitor O. Becker, mais sa description par Bernard Landry et Becker paraît en 2021. Son épithète spécifique, galvani, rend hommage à Ricardo Galvão, physicien brésilien dirigeant l'Institut national de recherches spatiales du Brésil et démis de ses fonctions deux ans auparavant pour s'être publiquement opposé au président brésilien Jair Bolsonaro, notoire négateur du changement climatique. Ce dernier avait prétendu que les données produites par l'institut et démontrant la croissance substantielle de la déforestation du bassin amazonien à la suite de son arrivée au pouvoir, notamment par des feux dévastateurs de 2019, étaient fausses. Les descripteurs de l'espèce la dédient à Galvão pour « son courage face à l'adversité dans le cadre de son travail », mais aussi car la couleur des ailes du papillon rappelle celle des feux de forêt. Cette pyrale est élue « espèce de l'année 2022 de la Société suisse de systématique ».

## Description
Diptychophora galvani mesure entre 10 et 12 mm d'envergure, avec des ailes antérieures de 4,5 mm de long chez le mâle et de 5,0-5,5 mm chez la femelle. L'espèce se distingue facilement de toutes les autres espèces proches du genre Diptychophora par les motifs remarquables de ses ailes antérieures. Celles-ci comptent en effet deux grandes zones orangées, l'une distale (au bout de l'aile) et une autre proximale (à la base de l'aile) bordée d'épaisses lignes marron foncé, ces deux plages orange étant séparées par une grande section médiane grise. Les ailes postérieures sont blanches chez le mâle, grisâtres chez la femelle.
En ce qui concerne les pièces génitales du mâle, l'uncus allongé et fusionné avec le tegumen ne se retrouve chez aucune autre espèce du genre Diptychophora alors que chez la femelle, la présence de deux éléments sclérifiés (les signa bursae) — l'un très grand en forme de croissant ou de boomerang et l'autre petit, allongé-arrondi et formant un pli — sur la bourse copulatrice est un caractère diagnostique unique.

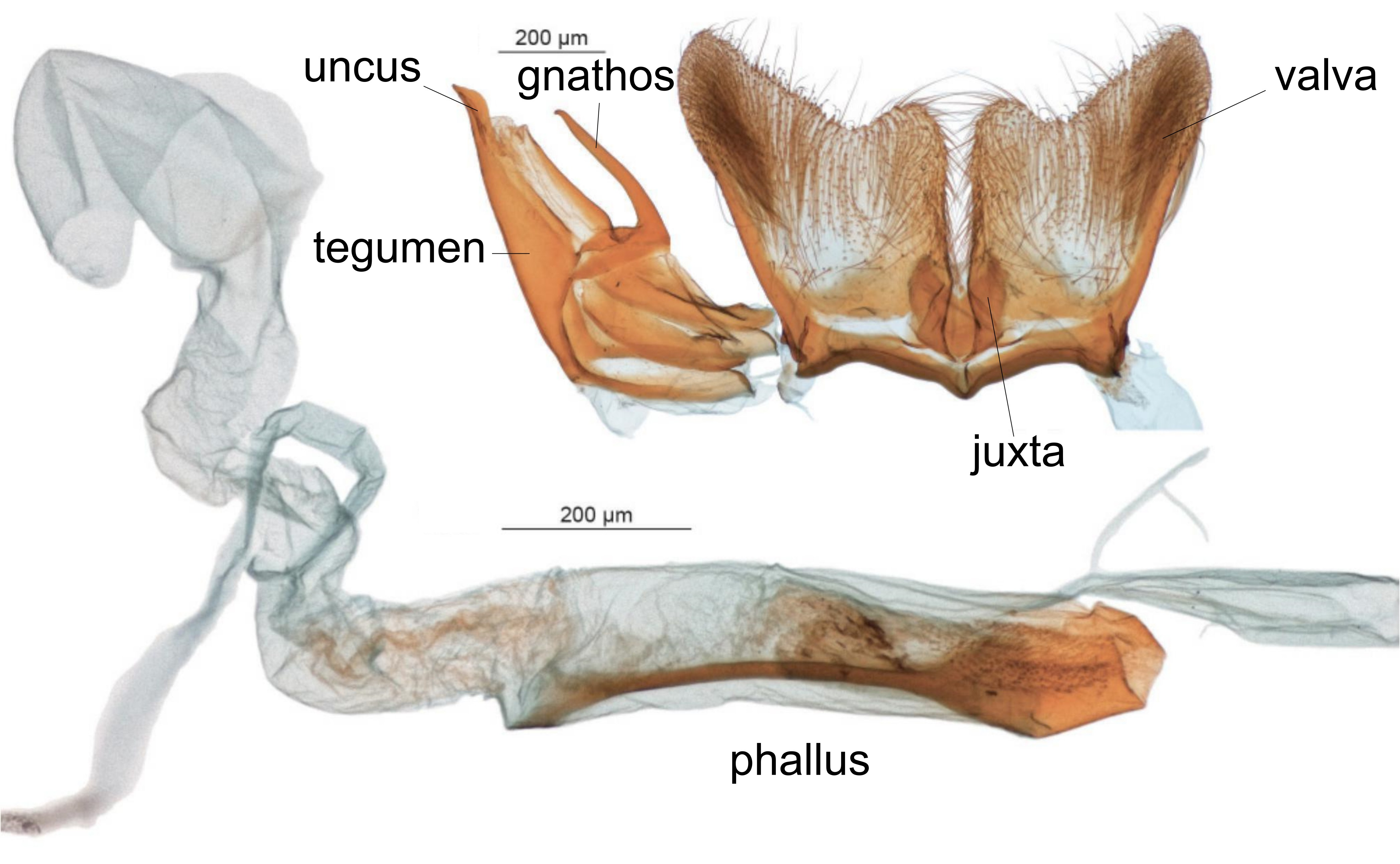
Genitalia mâles de Diptychophora galvani.
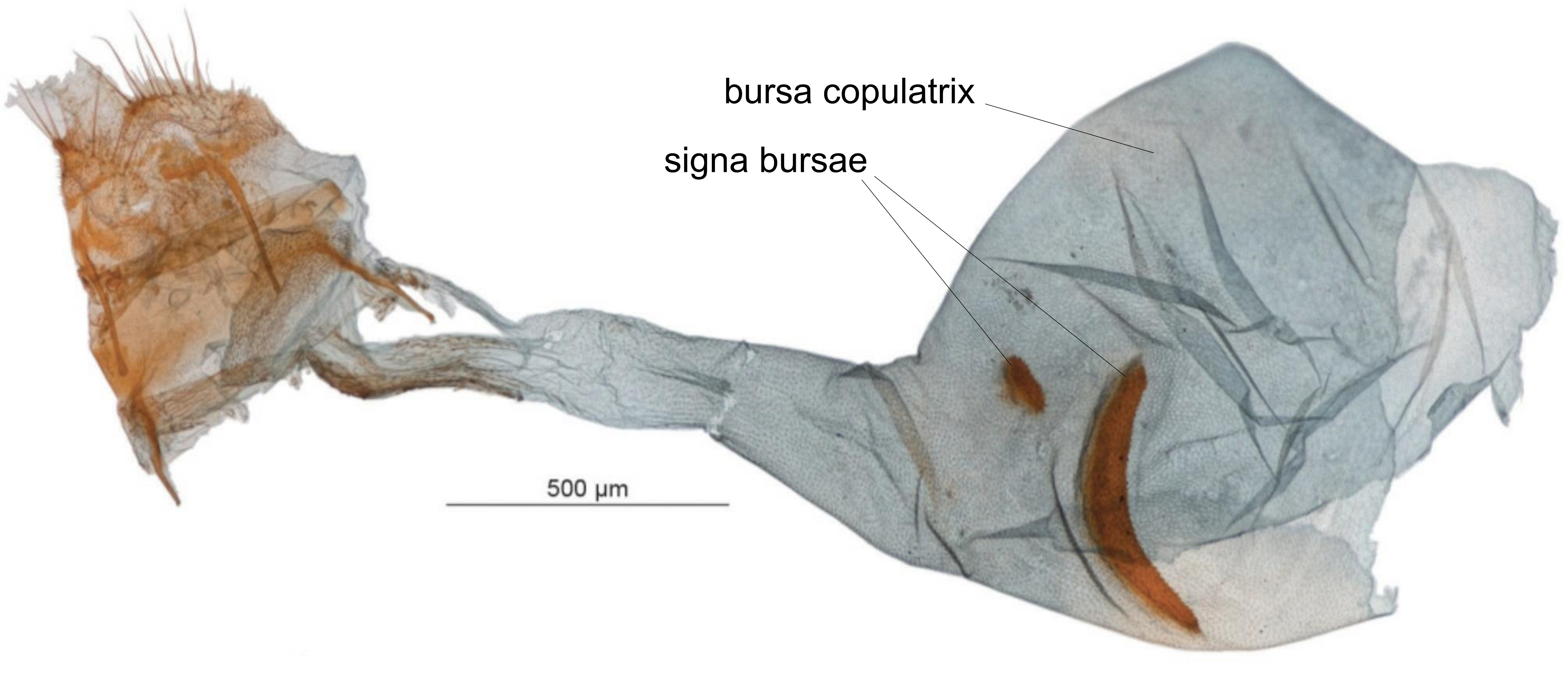
Genitalia femelles de Diptychophora galvani.

## Écologie
Les spécimens étudiés pour la description de l'espèce en 2021 ont été collectés de nuit, attirés par une lampe à vapeur de mercure. Diptychophora galvani n'étant connue qu'au stade imago, aucune plante hôte pour les chenilles n'est rapportée, ainsi qu'il en est pour toutes les autres espèces du genre Diptychophora. Les seules informations disponibles sur l'alimentation des chenilles dans la tribu des Diptychophorini concernent trois espèces de Nouvelle-Zélande du genre Glaucocharis, qui se nourrissent sur des mousses,,.

## Répartition et habitat
Diptychophora galvani est décrite de la municipalité brésilienne de Chapada dos Guimarães, dans le Mato Grosso, où elle a été collectée à 800 m d'altitude, et la série type comprend également des spécimens d'Unaí, dans le Minas Gerais, trouvés à 700 m d'altitude. L'espèce y vit dans le Cerrado, une écorégion terrestre majeure du Brésil située entre la forêt amazonienne et la forêt atlantique. Cette région se caractérise par des sécheresses saisonnières, et se compose de savanes plus ou moins boisées, de zones humides et de forêts galeries, sur des sols pauvres et acides. Les spécimens étudiés au moment de la description en 2021 ont été collectés en lisière de forêts galeries.

## Taxinomie

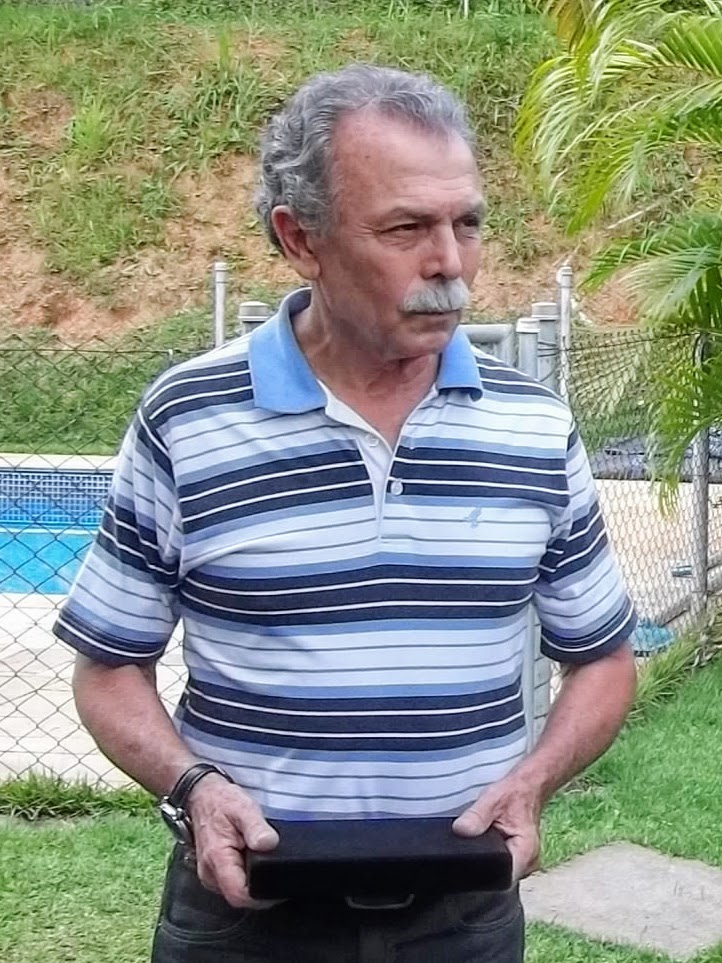
Le physicien brésilien Ricardo Galvão, dédicataire de l'espèce, ici photographié en 2015.

### Description originale
L'espèce Diptychophora galvani est décrite par Bernard Landry et Vitor O. Becker en 2021, d'après des spécimens collectés par Becker en 1982, 1983 et 1996. La série type est constituée de deux femelles (dont l'holotype) et deux mâles. Les deux femelles et un mâle sont conservés dans la collection personnelle de Becker (numéros de collectes 106575, 49809 et 49079), et un mâle (MHNG-ENTO-84604) de la localité type est déposé au Muséum d'histoire naturelle de Genève, en Suisse. Deux autres Diptychophora brésiliens sont décrits à la même occasion, D. planaltina et D. ardalia.

### Étymologie
Le nom du genre Diptychophora, qui vient du grec ancien δίπτυχος, díptukhos, « plié en deux » – de δίς, dis, « deux », πτυχή et ptukhê , « pli » – et φορός, phorós, « porteur », signifie « qui porte deux plis », possiblement en référence aux deux resserrements présents sur le termen de l'aile antérieure, près de l'apex, un caractère donné comme diagnostique dans la description originale du genre par l'entomologiste allemand Philipp Christoph Zeller. L'épithète spécifique de D. galvani fait référence à Ricardo Galvão, physicien et ancien directeur de l'Institut national de recherches spatiales du Brésil (INPE). Celui-ci avait décidé d'affronter le président du Brésil Jair Bolsonaro quand lors d'une conférence de presse internationale, ce dernier a prétendu fausses les données de l'INPE démontrant la croissance substantielle de la déforestation de la forêt amazonienne à la suite de son arrivée au pouvoir. Certain de l'exactitude et de la qualité des données produites par son institut, Galvão a défié Bolsonaro de prouver son affirmation dans une discussion avec lui, face à face. Ce défi n'a pas été relevé et Galvão a été démis de son poste de directeur de l'INPE. Le physicien reçoit alors le soutien de la communauté scientifique, le magazine Nature le classant parmi les dix meilleurs scientifiques de l'année 2019 pour sa défense de la science contre les attaques du gouvernement brésilien, et l'association américaine pour l'avancement des sciences lui décernant le prix de la « liberté et de la responsabilité scientifiques » en 2021,. Les descripteurs de D. galvani dédient l'espèce à Galvão pour « son courage face à l'adversité dans le cadre de son travail », et parce que la couleur orange des ailes antérieures du papillon rappelle les feux dévastateurs en Amazonie dont l'augmentation a été démontrée par les données rendues publiques par l'INPE.

## Dans la culture
En février 2022, Diptychophora galvani est nommée « espèce de l'année 2022 de la Société suisse de systématique », parmi 158 espèces décrites par des taxinomistes d'institutions suisses durant l'année 2021,.